# Je t'aime (videoclip)
Je t'aime è un videoclip diretto da Mamoru Oshii accompagnato dai brani Satellite of love e HUMBLE HOME del gruppo musicale giapponese GLAY.

## Trama
Il video è incentrato sulla figura di un cane, unica creatura vivente in una Tokyo deserta e spopolata (nello specifico, il quartiere di Asakusa). Unica sua compagnia è un robot umanoide, dalle fattezze di una donna-manichino. L'androide è apparentemente sulle tracce di qualcosa ed il segugio ogni giorno, con amorevole costanza, le porta una palla pur di interagire con lei. Un giorno offre alla donna l'oggetto che stava cercando, questa - come seguendo l'ordine per cui è stata programmata - inizia a sparare all'impazzata per poi esplodere.
Al segugio ora non rimane che la compagnia di se stesso.